# Śmiech w sztuce średniowiecza
Zagadnienie śmiechu (uśmiechu) w sztukach plastycznych należy rozpatrywać dwojako. Dane dzieło może:
1. ukazywać śmiech jako specyficzny grymas ludzkiej twarzy
2. przedstawiać sytuacje, które same śmiechu nie ukazują, ale wzbudzają go w odbiorcy

## Śmiech jako specyficzny grymas twarzy

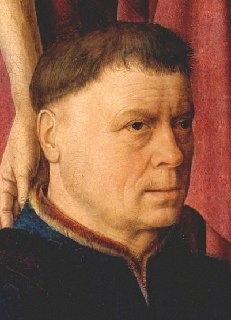
Dirk Bouts

W niektórych epokach wręcz wystrzegano się ukazywania stanów uczuciowych, twarz ludzka była maską. Świadome zaniechanie ujawniania uczuć dotyczy zwłaszcza malarstwa staroniderlandzkiego.
W twórczości Dirka Boutsa wszyscy bohaterowie mają twarze w wyrazie poważnego skupienia, nawet jeśli jest to niezgodne z tematyką obrazu (Obrazy o sprawiedliwości).

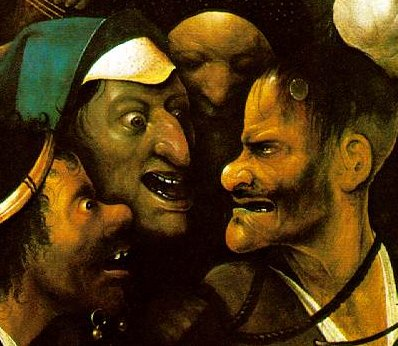
Hieronim Bosch, Chrystus dźwigający krzyż (fragment)

Kanon ten zarzucony został przez Boscha, ale jego śmiech jest śmiechem zła, okrucieństwa (dwa obrazy Chrystusa niosącego krzyż).
Śmiech w sztuce wieków średnich ma swoją specyfikę. Nazywany jest gotyckim uśmiechem. Proces indywidualizowania wyrazu emocjonalnego twarzy człowieka zrodził się wraz z nowym stylem w architekturze. Skupione oblicza świętych powoli ożywiały się. Początki uśmiechu zaczynały zarysowywać się na twarzach postaci z portali gotyckich katedr francuskich. W figurze z Amiens nie jest on jeszcze do końca czytelny, ale anioł ze Zwiastowania w Reims śmieje się w sposób niebudzący wątpliwości.
Śmiech (uśmiech) przeniknął w sferę profanum. Jedna z postaci w naumburskiej galerii, ze swoim szerokim, swojskim uśmiechem zwyczajowo (zakwestionowały to późniejsze badania), jest określana przez Niemców die lächelnde Polin, śmiejąca się Polka; jej pierwowzorem miała być córka Bolesława Chrobrego, Regelindis.
Specyficznym typem uśmiechu jest wyraz twarzy Madonn w stylu określanym Madonny na lwach, rozwijającym się w Europie Środkowej (Austria, Czechy, a przede wszystkim na Śląsku, w Wielkopolsce i na Pomorzu) od połowy do końca XIV wieku. Obowiązującym kanonem w snycerstwie były krągłe twarze z podniesionymi kącikami ust, dołeczkami w policzkach i oczami w kształcie półksiężyca.

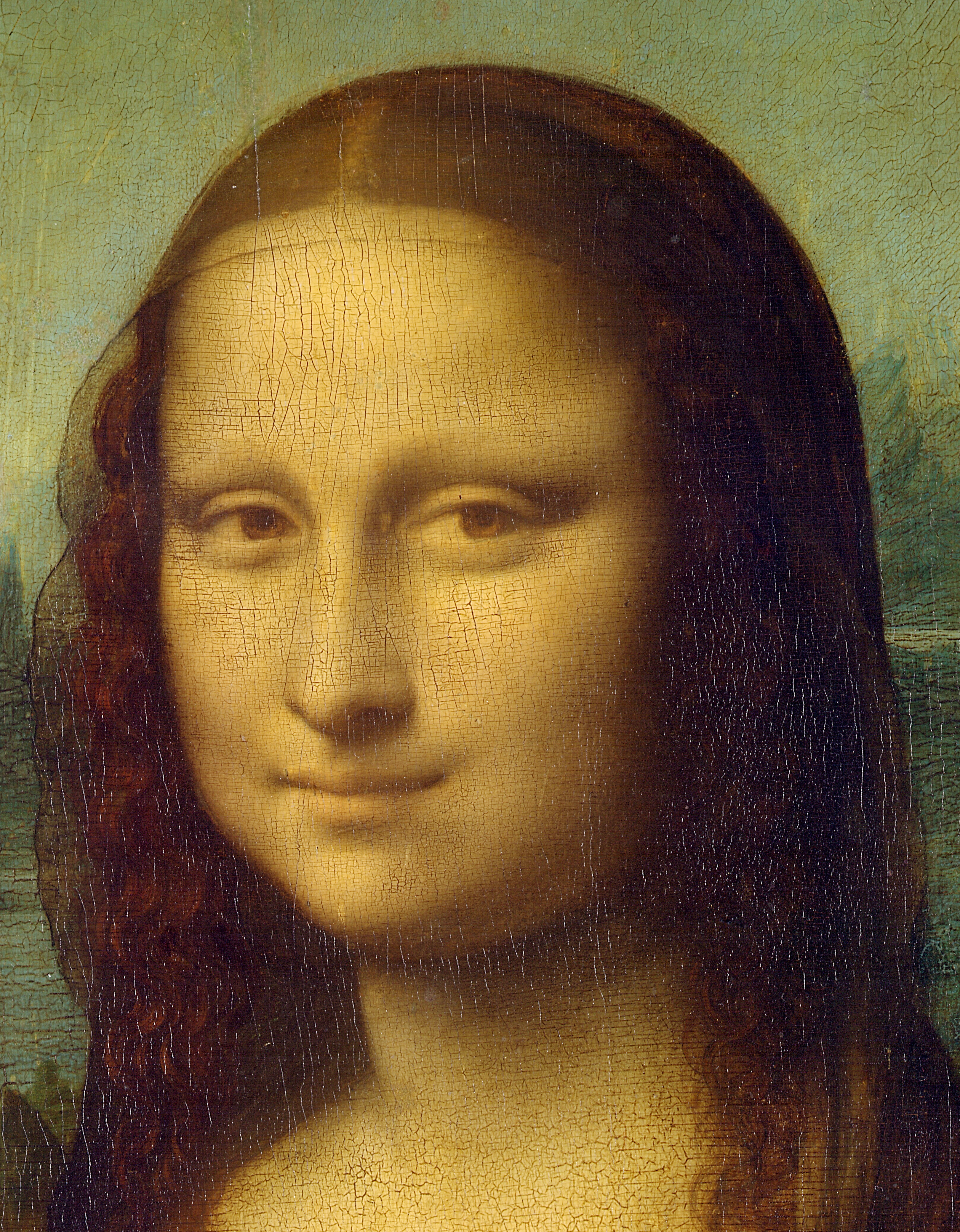
Leonardo Da Vinci, Mona Lisa (fragment)

Mistrzem w studiowaniu grymasów twarzy będzie w renesansie Leonardo da Vinci wraz ze swoim najsłynniejszym dziełem Mona Lisa.
Gotycki uśmiech, do końca niejednoznaczny, czasami odczytywany jest negatywnie. Przykładem jest przedstawianie motywu przypowieści o pannach mądrych i głupich. Panny mądre są poważne, głupie – śmiejące. Wyjątkiem są roześmiane panny mądre z portalu katedry w Magdeburgu.
Najbardziej znanym średniowiecznym polskim przykładem studiów nad mimiką jest dzieło Wita Stwosza. Figury z jego ołtarza, zwłaszcza te tworzone w przestrzeni profanum, ukazują szeroką gamę różnorodnych uczuć, w tym również wesołości. Ale na początku wieku XV gotycki uśmiech zasadniczo zanikł. Powrócił dopiero w baroku.

## Przedstawienie sytuacji budzących śmiech
Przedstawianie w dziele sztuki sytuacji, które w widzu wzbudzają śmiech, określane jest francuskim terminem drollerie, niemającym odpowiednika w języku polskim, ale w luźnym tłumaczeniu rozumianym jako śmiesznostka, żartobliwość.
Drolleries dostrzec można przede wszystkim w rzeźbie i marginaliach, ale spotykane są również w malarstwie ściennym i rzemiośle artystycznym.
W rzeźbie średniowiecznej widoczne są one przede wszystkim w sklepieniach kościołów i zewnętrznych gzymsach koronujących. Jednakże w większości przypadków nie należy ich rozpatrywać w kategorii prostego żartu (śmiesznostki). Kościół wieków średnich, posługując się rozbudowaną symboliką, określone miejsca w swoich świątyniach rezerwował dla ukazywania antynomii dobra i cnoty, a więc zła i grzechu.
Tematyka erotyczna i sprośna występuje przede wszystkim w angielskiej, francuskiej i hiszpańskiej rzeźbie średniowiecznej (w Polsce wyjątkowo, np. w zwornikach sklepień kościołów parafialnego i cysterek w Chełmie). Nie ma zgodności wśród historyków sztuki co do tego, jakie było znaczenie scenek perwersyjno-sprośnych, czy były one czymś więcej, niż tylko żartem rzeźbiarza. Współwystępowanie wzniosłości i śmieszności jest zgodne ze średniowiecznym poczuciem etyki i estetyki.
Przykładem takiego zestawienia jest sąsiedztwo aniołów i świętych na konsolach gzymsu koronującego w Kościele Mariackim w Krakowie z grupą Phylis ujeżdżającą na oklep Arystotelesa, scena traktowana jako starożytna przypowieść z morałem.
Dziś niektóre dzieła cechuje niezamierzony komizm, jednak przedstawione sytuacje wydają się zabawne wyłącznie współczesnemu odbiorcy. Komizm ten swe źródła ma w konflikcie obecnego stanu wiedzy ze średniowiecznym postrzeganiem świata i wszechświata.
Ale w marginaliach Psałterza Floriańskiego żart w scenkach odwołujących się do znajomości astronomii człowieka średniowiecznego jest zabawny również sam w sobie; można przypuszczać, że autor nie traktował ówczesnego kanonu wiedzy poważnie albo w sposób zamierzony manipulowaniem nim bawił siebie i widza.
Żartobliwy charakter mają marginalia Biblii Wacława IV. Są to wyobrażenia o sprośnym charakterze, ale mieszczące się w kanonie średniowiecznego malarstwa dekoracyjnego Biblii.
W snycerstwie drolerie spotyka się głównie na stallach. Najbardziej zabawne scenki umieszczane były w miejscach ukrytych, zwanych misericordiami. Są to wsporniki siedzisk, które po uniesieniu w górę były podporą dla starszych i grubszych mnichów podczas obowiązkowego stania, a w czasie którego często przysiadywali.
Drolerie nie są zjawiskiem rzadkim w pozwalających malarzowi na większą swobodę mniej widocznych fragmentach malowideł ściennych. W zakamarkach sklepień umieszczano dziwne stwory przekomarzające się, walczące ze sobą.
Osobną kategorią są maski. Wykorzystują one czasem naturalne wsporniki, zworniki czy wywietrzniki w świątyniach. W kościele w Ornecie na Warmii maski na sklepieniu mają szeroko otwarte usta, które w istocie są naturalnymi otworami wentylacyjnymi. Podobnie wykorzystano wywietrzniki w kościele Mariackim w Strzałowie.
Drolerie to również przedstawiane na gotyckich malowidłach kościelnych diabły. Dziwaczne w ludzko-zwierzęcych kształtach śmieszą zamiast straszyć.
W kościele w Strzelnikach koło Brzegu można je zobaczyć przy wejściu spod wieży do nawy.

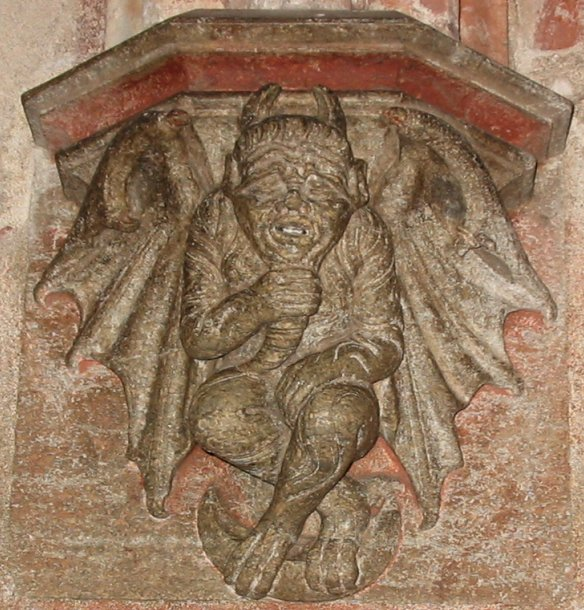
Diabełek – drogowskaz na zamku malborskim

Za ołtarzem głównym zabytkowego kościółka w Orawce diabeł cepem uderza po plecach węgierskiego hajduka, ukazując tym samym stosunek orawian do lokalnego przedstawiciela władzy.
Pod chórem w drewnianym kościele w Słopanowie diabeł ciągnie za rękę wystraszoną 'karczmarkę, bo nie dolewała' (o czym informuje napis), a drugą ręką wypisuje cyrograf na rozpiętej skórze. Zaś sfora diabłów spętaną łańcuchami grupę grzeszników pędzi do piekła.
W Krościenku nad Dunajcem diabły są w miejscu widocznym, w nawie kościoła, trzymają rolkę pergaminu, coś na niej bazgrząc. Legenda głosi, że była to zemsta malarza za niewywiązanie się z umowy przez proboszcza.
Na zamku w Malborku płaskorzeźby diabełków z zatroskaną miną wskazują drogę do gdaniska (latryny). Ulistniona maska ze Złotej Bramy malborskiego zamku w grymasie śmiechu jest symbolem grzechu, złej radości.
O złośliwym żarcie malarza mówiono w Niedźwiedziu k. Mszany Dolnej, malowidła w zabytkowym drewnianym kościółku (nieistniejącym już, spłonął w 1992 roku) uwieczniły mieszkańców Jasionowa, którzy jako jedyni z parafian nie ponieśli ciężaru związanego z odnową kościoła. Anegdota ta stała się tematem noweli Władysława Orkana pt. Zemsta malarza.
Swoboda fantazji artystycznej była czasem gromiona, m.in. przez św. Bernarda, niemniej jednak jest rysem charakterystycznym sztuki wieków średnich, a kontynuowana w XVI, XVII i XVIII wieku wywodziła się ze średniowiecznego myślenia i widzenia świata.